# Carrière (géologie)
Pour les articles homonymes, voir Carrière.

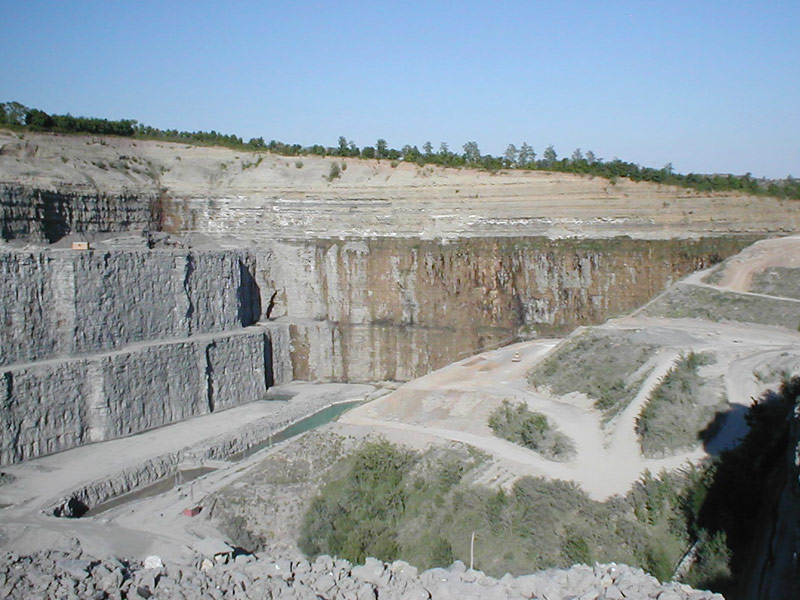
Carrière de pierres à ciel ouvert située à Gemmingen, Baden-Württemberg, Allemagne, avec travaux de « remise en état » et de mise en sécurité.

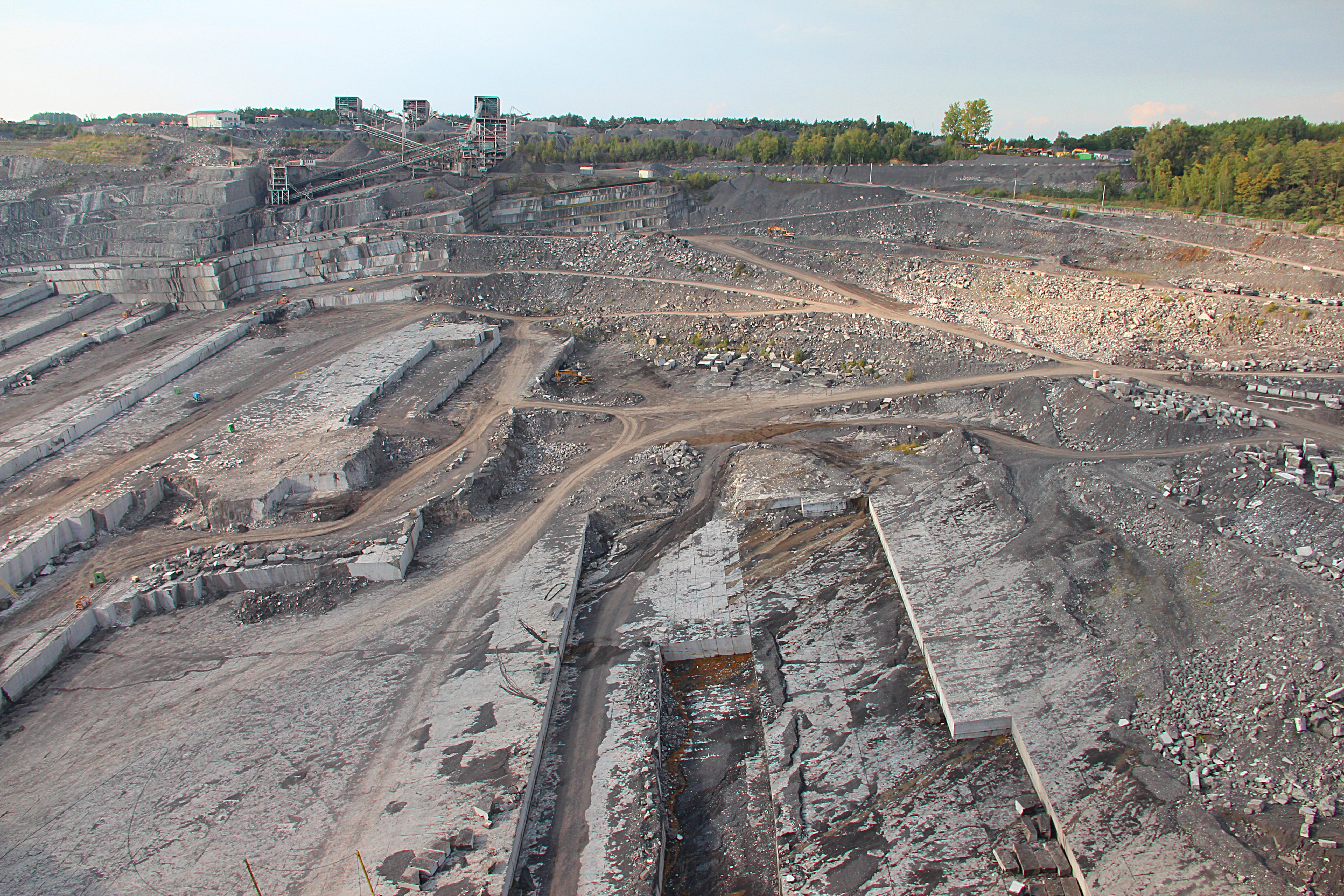
Carrière de pierres à ciel ouvert à Soignies, Province de Hainaut, Belgique.

Une carrière est le lieu d'où sont extraits des matériaux de construction tels que la pierre (la carrière est dans ce cas parfois appelée perrière), les granulats tel que le sable ou différents minéraux non métalliques ou carbonifères. Le mode d'exploitation distingue les carrières à ciel ouvert, les carrières souterraines et les carrières sous-marines. Elles exploitent des roches cohérentes (éboulis, alluvionnaires) ou massives (roches sédimentaires (calcaires et grès), volcanique ou métamorphique (ardoises, granites, porphyres, gneiss, amphibolites, quartzites, schistes, basaltes, etc.).
Le terme « carrière » désigne également une installation industrielle complète, appelée en France une installation classée pour la protection de l'environnement, comprenant : un lieu d'extraction et les machines servant à traiter la roche extraite (le matériau en « tout-venant », c'est-à-dire non trié), des hangars, des ateliers où sont coupés et taillés les blocs de roches. La distinction entre mine et carrière tient à la nature du matériau extrait (stratégique ou précieux pour la mine, de moindre valeur pour la carrière). Dans la législation française, cette distinction est précisée par les articles L. 311-1 et L. 100-2 du nouveau code minier, dont ce dernier peut être cité : « toute substance minérale ou fossile qui n'est pas qualifiée par le livre Ier du présent code de substance de mine est considérée comme une substance de carrière »,. Le mot vient du bas latin quadrus, « carré » (sous-entendu : quadrus lapis, « pierre carrée » pour la pierre de taille).

## Histoire

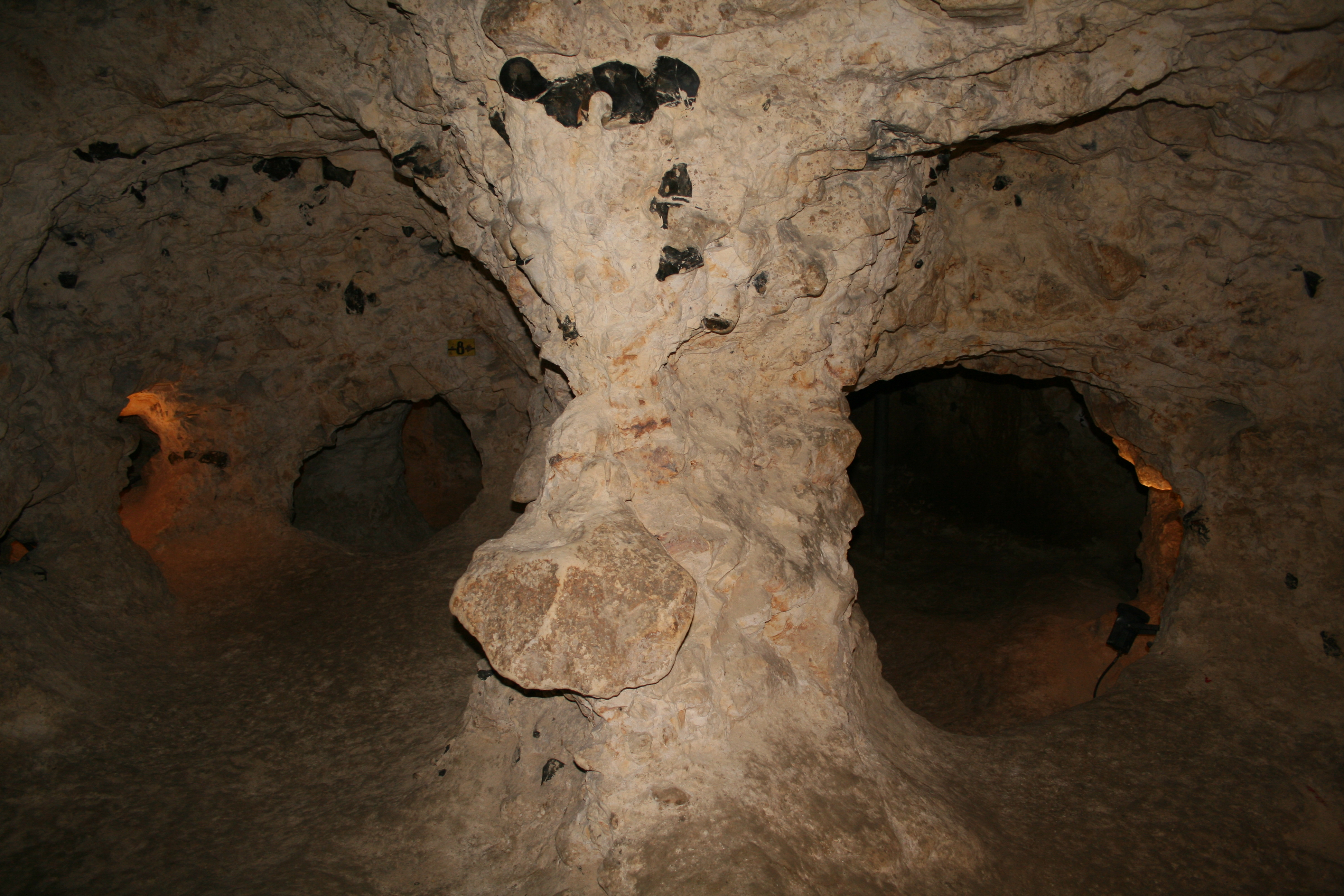
Minières néolithiques de silex de Spiennes.

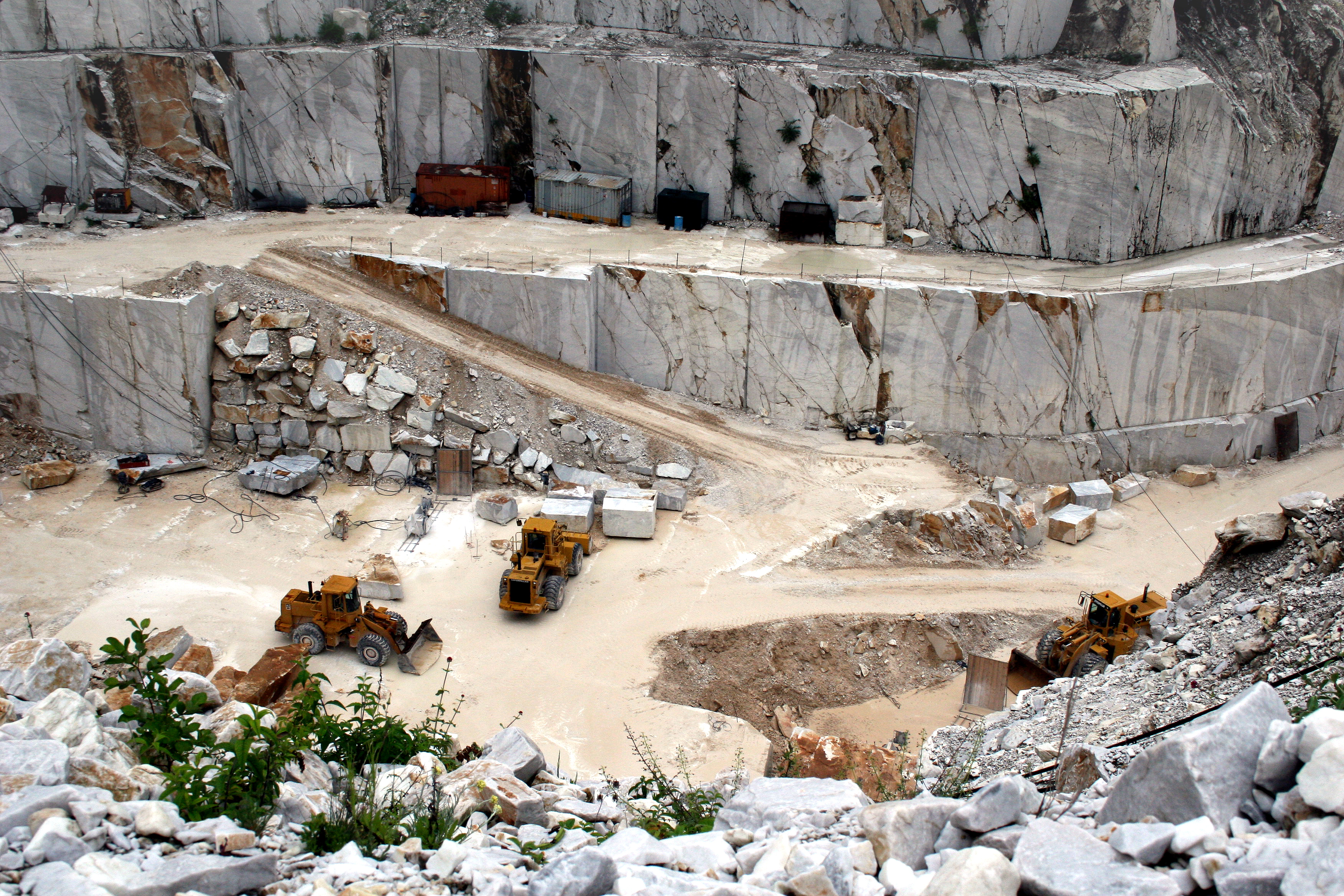
Carrière de marbre à Carrare, Italie.

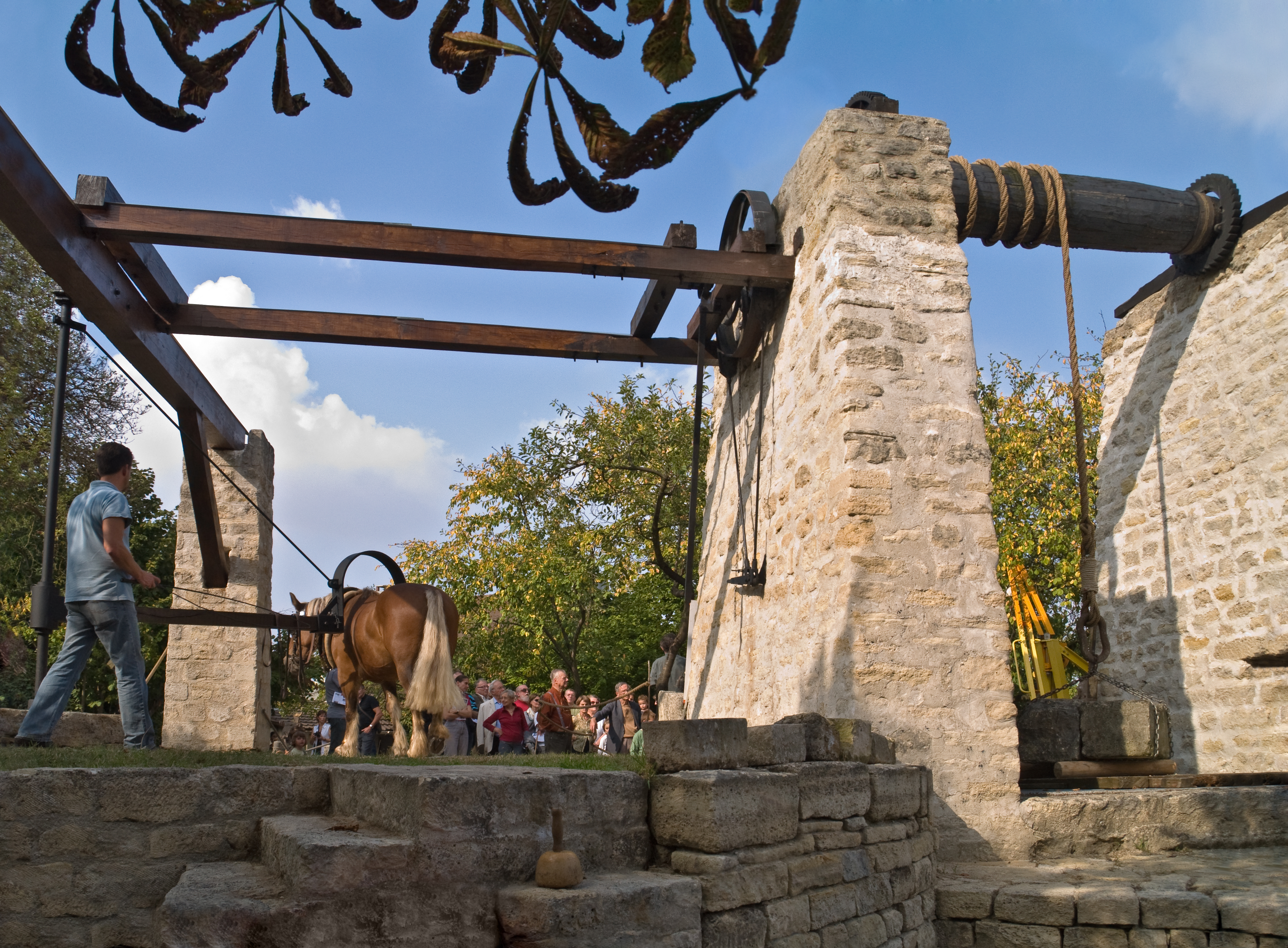
Treuil d'une ancienne carrière de pierre calcaire (Châtillon, France).

L'homme a commencé à creuser le sol avec des outils rudimentaires, en bois, corne ou os pour les sols meubles, en silex, pour les roches. Pour façonner les roches tendres, il a donc eu recours à des outils de roches dures. Mais pour façonner les roches dures, il a dû attendre l'avènement des métaux, des abrasifs puissants comme le diamant, puis celui des explosifs.
Les premières exploitations se sont faites naturellement, il y a plus de 5 000 ans, par ramassage des pierres à la surface du sol. Des pierres prélevées à l'état brut sont utilisées dans la construction des murs en pierre sèche. Les cailloux arrondis des rivières sont un matériau de choix mais sont difficiles à mettre en œuvre sans mortier, on les cimente donc au moyen de mortiers d'argile, prélevée sur place quand cela est possible. La recherche de pierres de plus en plus en profondeur a conduit à l'établissement des carrières à ciel ouvert ou souterraines. Ainsi au néolithique déjà, dans les minières néolithiques de silex de Spiennes (Hainaut), des hommes contemporains des dolmens creusent des puits et des galeries pour se procurer le silex de la craie, plus facile à mettre en œuvre que les cailloux roulés inclus dans les limons.
Dans le monde antique, s'impose progressivement la nécessité de trouver des pierres les plus aptes à leur destination. Le travail d'extraction et de débitage des pierres se fait en plusieurs étapes : après le travail de « dé-couverture » des bancs de pierre propre à produire les pierres, dures ou tendres, compatibles avec leur destination, démarre le travail d'extraction lui-même. Afin de détacher les blocs que l'on pourra façonner, le carrier fait, dans des cas très rares, appel à des strates et fissures naturelles, plus souvent il doit creuser des rainures, au pic, délimitant le volume et la forme des pierres telles qu'elles devront être réalisées. 
D'après Eugène Viollet-le-Duc, les Romains sont les plus intelligents explorateurs de carrières qui aient jamais existé. « Les constructions de pierre qu'ils ont laissées sont élevées toujours avec les meilleurs matériaux que l'on pouvait se procurer dans le voisinage de leurs monuments. Il n'existe pas d'édifice romain dont les pierres soient de médiocre qualité ; lorsque celles-ci faisaient absolument défaut dans un rayon étendu, ils employaient le caillou ou la brique, plutôt que de mettre en œuvre de la pierre à bâtir d'une qualité inférieure ; et si l'on veut avoir de bonnes pierres de taille dans une contrée où les Romains ont élevé des monuments, il ne s'agit que de rechercher les carrières romaines. »
Les outils des carriers romains consistaient en pics, coins, leviers pour l'extraction, scies pour le débitage des blocs, ciseaux et marteaux, masses ou maillets.
La Rome antique, le Moyen Âge, la Renaissance, jusqu'au XIXe siècle font un usage massif de la pierre naturelle dans des architectures prestigieuses.
Aux techniques traditionnelles d'abattage, par saignée au pic, au coin, à la masse réalisées à bras d'homme, succède le travail mécanique et « aveugle » des machines : la frappe mécanique du marteau-piqueur, la scie à chaîne (haveuse), la perforatrice rotative (de la tarière au rotary), le marteau perforateur, le jet d'eau sous pression voire le laser de puissance. 
La pierre cesse d'occuper la place prépondérante multiséculaire qu'elle a occupé dans la construction avec l'invention du béton (la pierre artificielle), plus facile à mettre en œuvre.
Les pierres de construction (ardoises, pierres taillées dites dimensionnelles, pierres tombales et ornementales) ne représentent qu'une infime, mais lucrative part de la production de roches. En France si l'on considère l'ensemble des roches abattues, les carrières dépassent en tonnage la production des mines. On extrait chaque année en France 200 millions de tonnes de matière minérale rocheuse (en excluant les alluvions, moraines et autres emprunts de terrain meuble, qui représentent encore davantage) qui se répartissent entre : le charbon et minerais (10 MT) ; la pierre à ciment et gypses (10 MT) ; les granulats de béton, routes, ballast (150 MT) ; les blocs pour enrochement (digues à la mer, travaux portuaires) (30 MT).

## Homme et machine

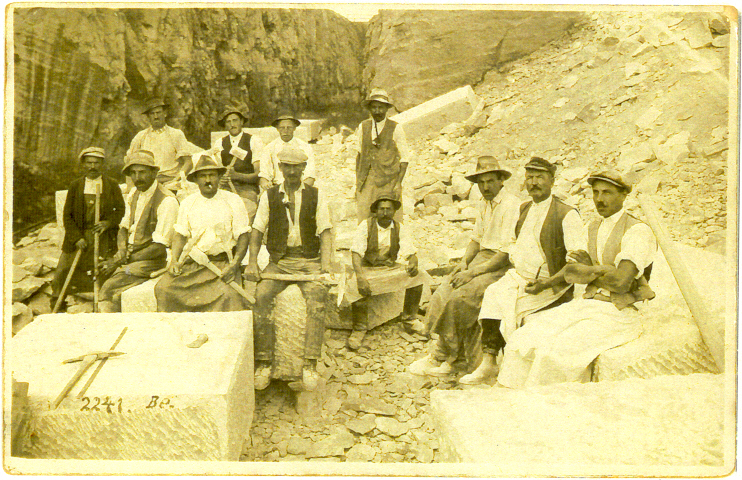
Ouvriers carriers à Sankt Margarethen im Burgenland, en Autriche (date inconnue).

Comparativement au travail à la main où le mineur, à chaque coup choisit le point d'attaque le plus approprié, le travail de la machine est extrêmement dispendieux en énergie : l'abattage avec une machine ponctuelle consomme 76 fois plus, l'abattage à l'explosif dans des trous de mine est du même ordre.  Une tarière de grand diamètre consomme 135 fois plus, la combinaison optimale, tarière, havage, et tir en forage réduit ce facteur à 20.

## Types de carrières

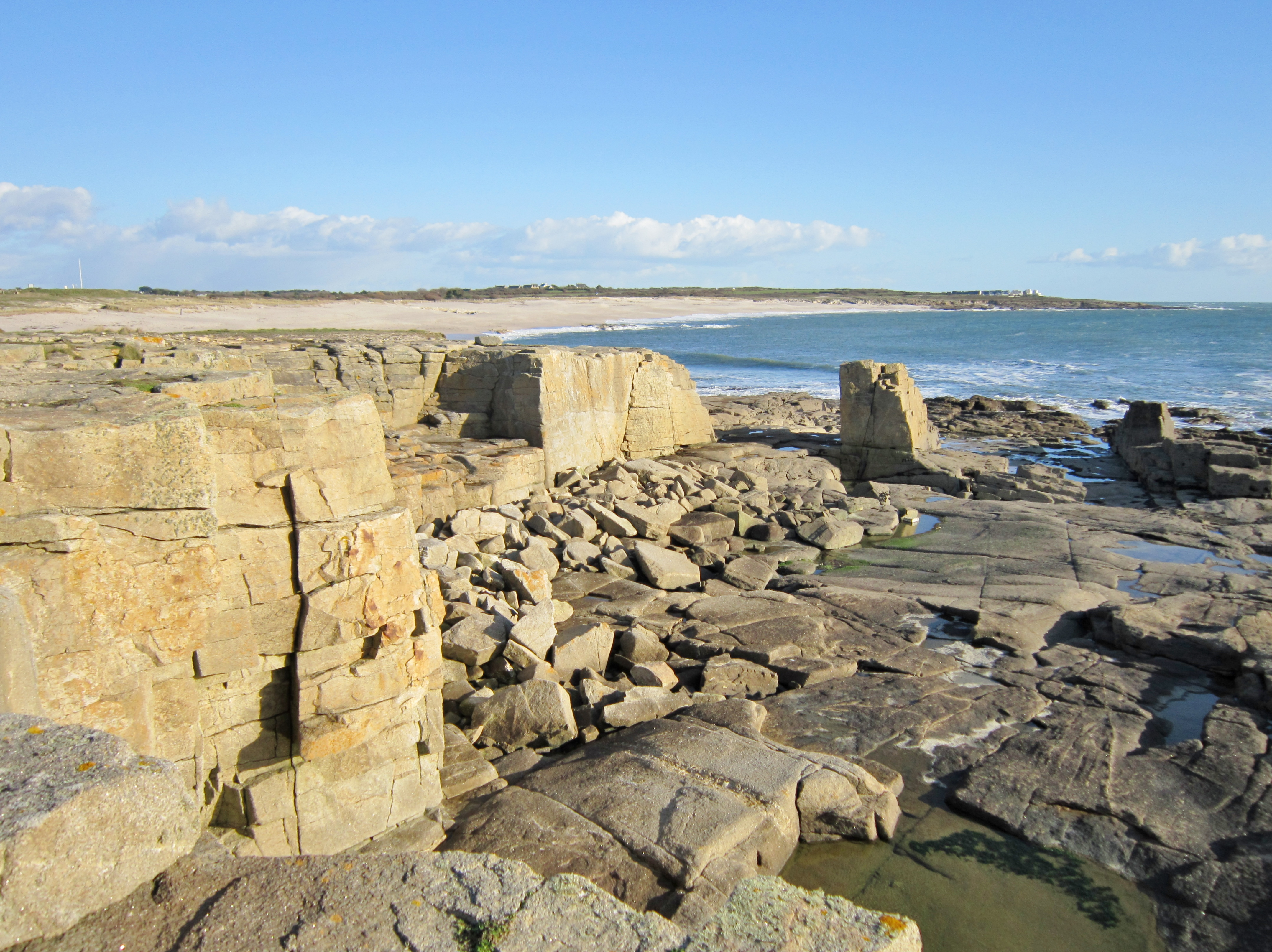
Carrière littorale à Ploemeur (France). Abandonnée, son exploitation est attestée par le platier de néo-formation parsemé de mares artificielles, une basse falaise artificielle, le piton résiduel et les débris de taille.

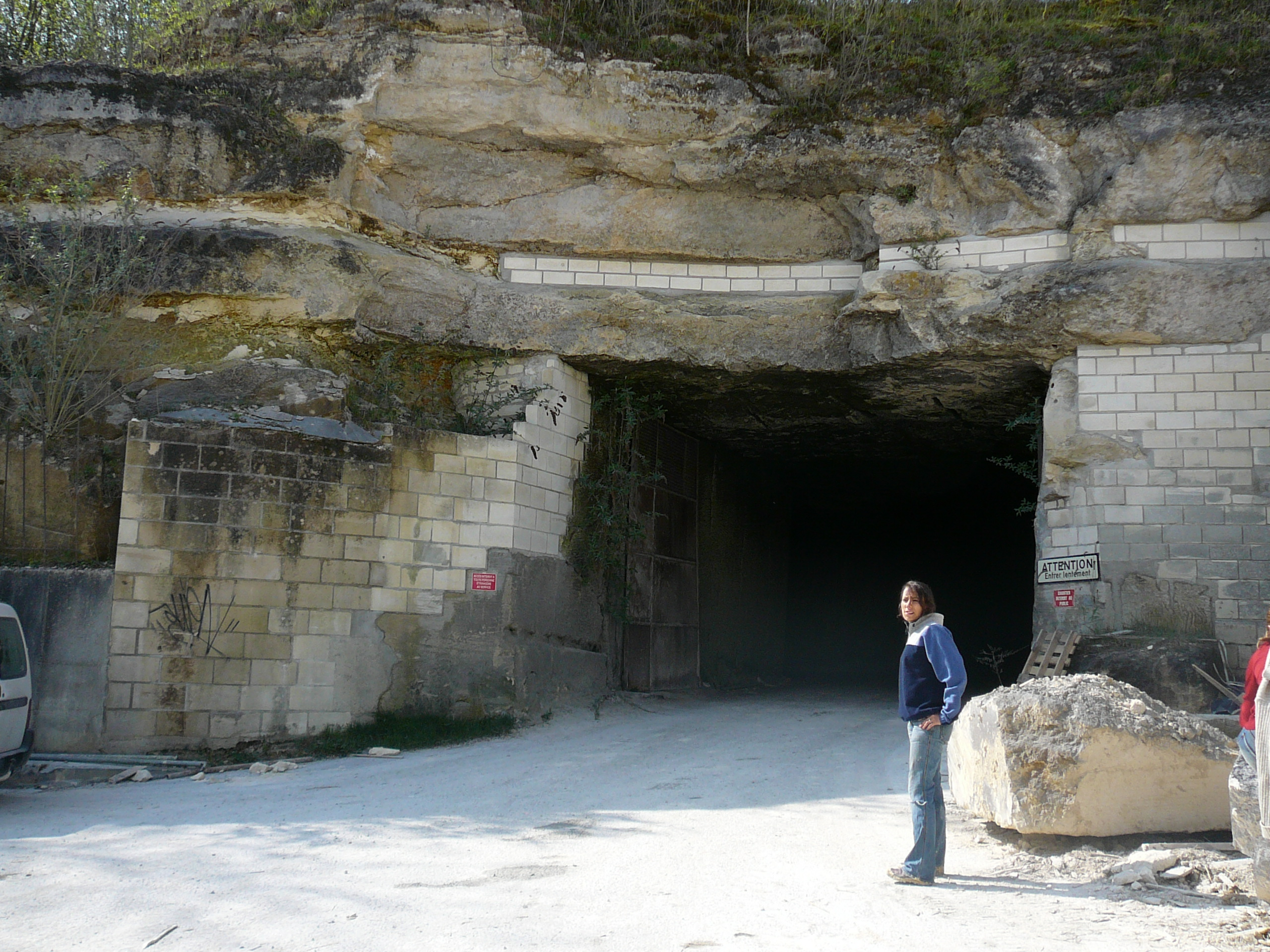
Entrée de la carrière de Bonneuil-en-Valois (France).

On peut distinguer les carrières par l'usage de la roche qui en est tirée :
- Matière première industrielle : calcaire pour les cimenteries, argile pour la terre cuite, etc. ;
- Roche ornementale et de construction : ardoise, pierre, marbre, granit pour les constructions, pierres tombales, etc. ;
- Granulat : graviers et sables utilisés par le bâtiment et les travaux publics.

Cette dernière catégorie est, en France, de loin la plus importante en volume.
On peut aussi distinguer les carrières par leur matériau d'extraction :
- Carrières de roche massive : extraction d'une couche géologique de roche plutôt homogène et compacte par abattage à l'explosif, au sciage et plus rarement par ripage (raclage et polissage) ;
- Gravière et sablière : extraction de dépôts sédimentaires, alluvionnaires ou marins de sables ou de graviers.

Une autre distinction repose sur leur mode d'extraction :
- Carrières à ciel ouvert, soit « à flanc de coteau » ou « à flanc de falaise » (carrières littorales)[10], soit « en fosse » (jusqu'à une centaine de mètres de profondeur parfois).
- Carrières souterraines ;
- Carrières sous-marines (sable, gravier).

## Fonctionnement

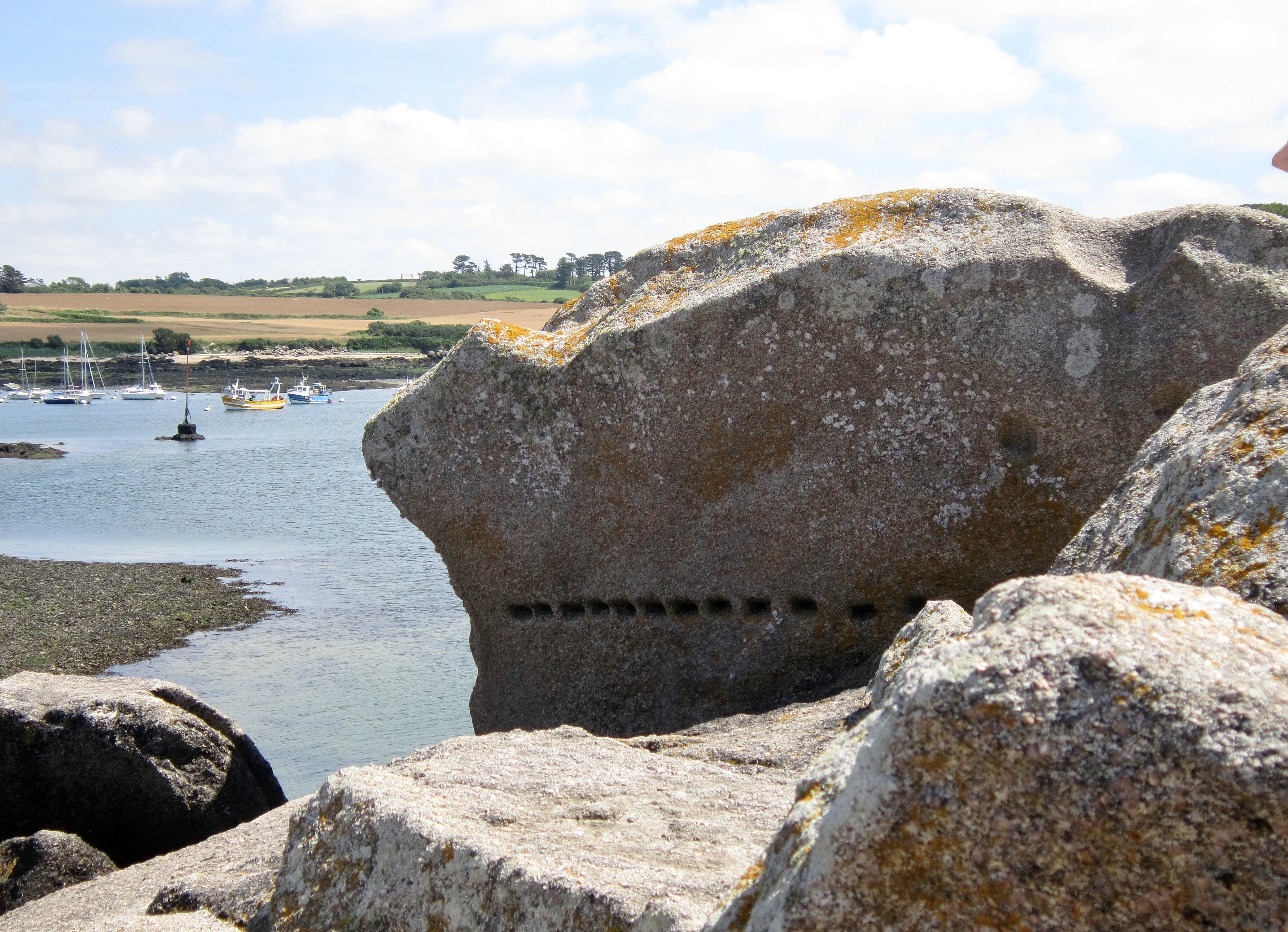
Les vestiges des extractions sont soulignés par des alignements de trous pour l'emplacement des coins (photographie de la zone du Cléguer, entrée nord de l'Aber-Ildut) ou par les traces des barres de perforation.

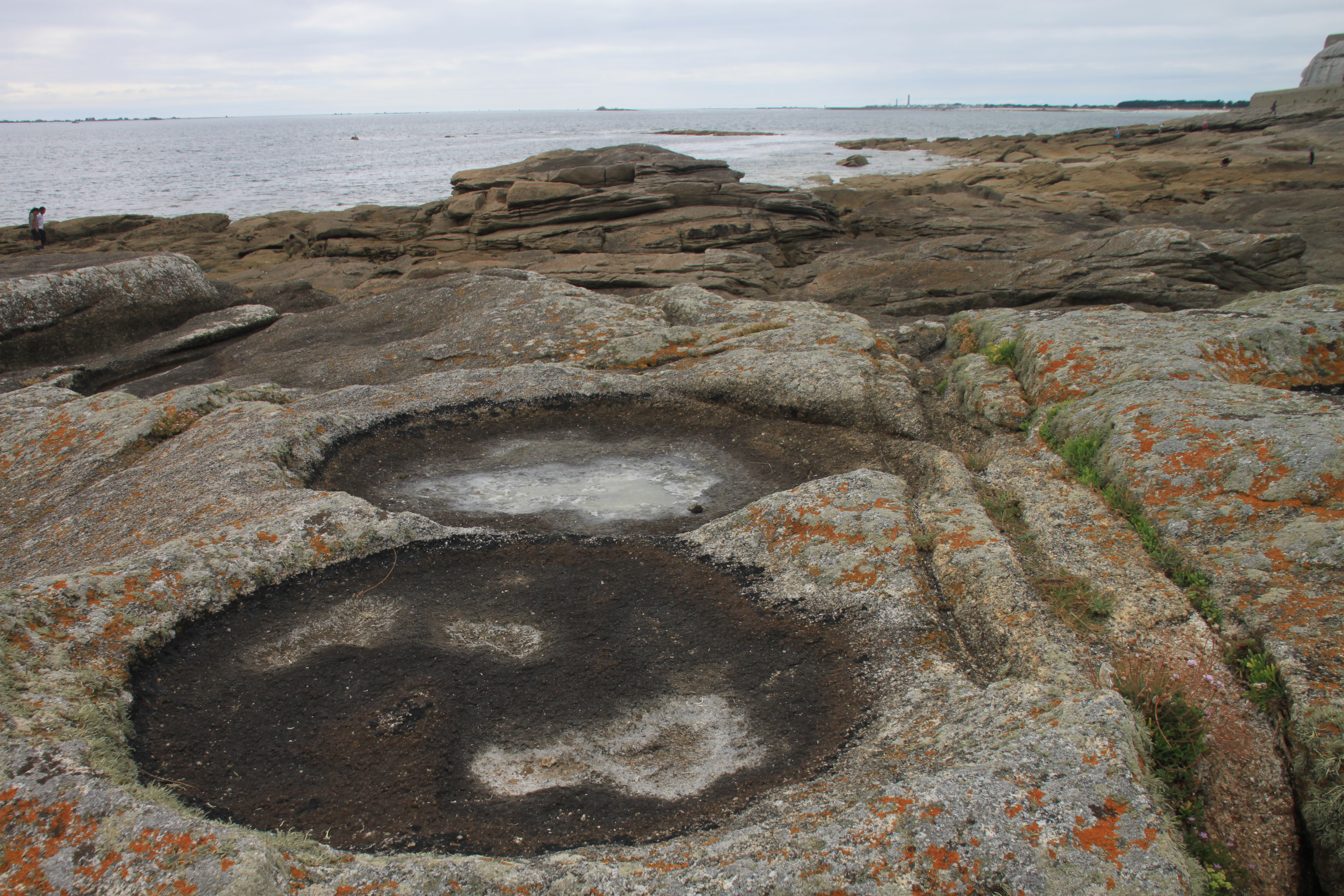
Des vestiges d'extraction littorale sont encore bien visibles à la pointe de Men Meur au Guilvinec : des « vasques à disque » liées à l'obtention de socles circulaires de croix ou de meules.

De loin les plus nombreuses en France, les carrières de roche massive exploitent leur gisement de façon à peu près toujours identique :
- Forage ou foration : percement de trous verticaux d'environ 10 cm de diamètre dans la roche selon un écartement (la "maille") bien déterminé.
- Minage : les trous de foration sont remplis d'explosifs. L'explosion successive des trous fragmente grossièrement (<800 mm) la roche et l'abat.
- Reprise : une pelle hydraulique ou un chargeur à pneu récupère la roche abattue et la charge dans un engin de transport.
- Roulage : un engin, plus rarement un convoyeur à bande, achemine les matériaux grossiers jusqu'à l'installation de traitement.
- Scalpage : optionnel, les matériaux avancent sur des rails écartés d'environ 200 mm. Les plus petits passent à travers. Les matériaux fins sont souvent impropres aux usages nobles des granulats, le scalpage les élimine.
- Concassage  primaire : les matériaux grossiers sont cassés par une action mécanique directe, par exemple la fermeture de deux mâchoires verticales ou la projection violente sur un écran métallique. On cherche généralement à obtenir des matériaux allant de 0 à 250 mm.
- Criblage primaire : à l'issue du concassage primaire, les matériaux sont envoyés par des convoyeurs à bande sur une série de grilles vibrantes. La taille des trous dans les grilles permet de trier les matériaux. Ceux suffisamment petits pour être commercialisés sont mis en stock, les autres partent vers le broyage secondaire.
- Mise en pré-stock : optionnelle, la mise en stock et la reprise des matériaux destinés à un traitement ultérieur permettent de donner une souplesse de fonctionnement à l'usine. La partie primaire peut ainsi fonctionner séparément du reste de l'installation.
- Broyage secondaire : les matériaux trop gros sont cassés par une action mécanique souvent indirecte utilisant l'attrition. Les broyeurs coniques verticaux giratoires sont courants. On cherche alors à réduire la taille des plus gros à 50 mm.
- Criblage secondaire : même principe que précédemment, mais les matériaux trop gros repassent dans le broyeur secondaire, les autres partent soit vers le broyage tertiaire, soit vers les stocks commercialisables.
- Broyage tertiaire : on cherche à obtenir des matériaux inférieurs à 14 mm de diamètre.
- Criblage tertiaire : plusieurs cribles en séries finissent de séparer les granulats en "coupures" de plus en plus fines.

Shéma de principe simplifié du traitement typique des granulats issues de roches massives :
: extraction, non représenté ;
: scalpeur ;
: concasseur primaire (ici à mâchoires) ;
: concasseur primaire bis (à percutions) ;
: crible primaire ;
: trémie tampon ;
: concasseur secondaire à cône ou à axe verticale ;
: crible secondaire ;
: trémie tampon ;
: concasseur tertiaire à cône ou à axe verticale ;
: crible tertiaire ;
: cyclonage sable ;

- Circulation de base ;
- Circulation alternative ou complémentaire.

### Organisation, structure d'une carrière
Outre des ateliers, systèmes de pesée, réserves de carburants et matériels d'exploitation... une carrière est typiquement constituée de zones spécifiques, qui évoluent dans l'espace et le temps avec l'avancée des fronts de taille, etc.

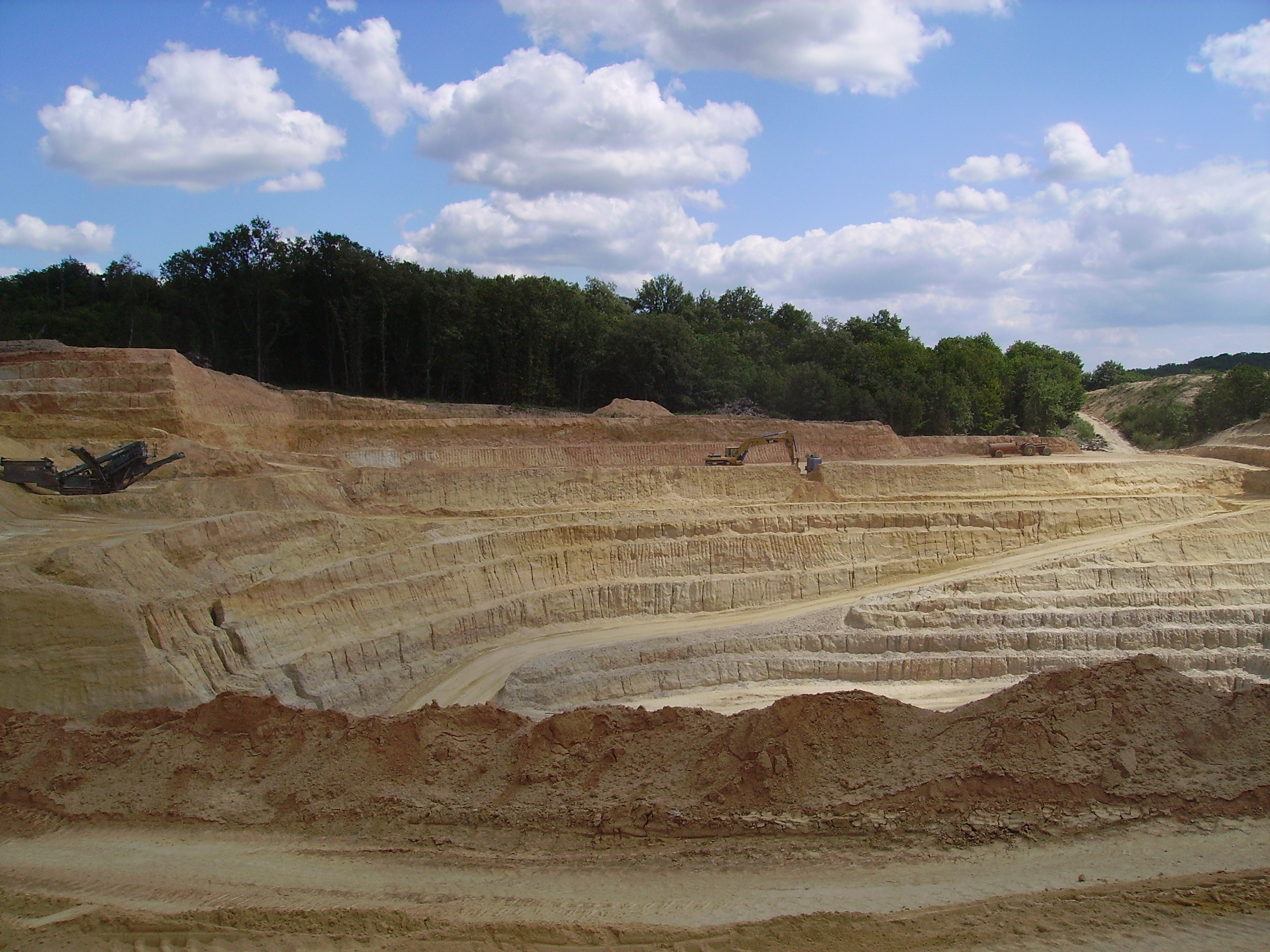
Carrière de quartz de Peyrilles (France) : on distingue les fronts de taille séparés par les banquettes et une piste d'accès.

- Les fronts de taille ; ce sont les flancs (souvent verticaux ou presque) issus de l'abattage de la roche (parfois sciée, autrefois fendue et aujourd'hui plus souvent abattue par tirs de mines (ex). Plusieurs fronts superposés peuvent être organisés en gradins, avec une hauteur réglementaire de chaque front, établie selon les risques d'effondrement. En France selon l'ENCEM, le gradin situé entre deux banquettes ne doit pas dépasser 15 m (et jusqu'à 30 m avec dérogation)[1]. Un front est dit "inférieur" (du gisement exploité) ou de découverte (constitué de matériaux superficiels altérés dits matériaux de découverte)[1].
- Les banquettes ; horizontales et souvent larges de plusieurs dizaines de mètres (zone de déplacement des engins), elles séparent les fronts de taille  (le carrier nomme gradin l'association d'un front et de sa banquette inférieure)[1]. En fin d'exploitation, alors que les fronts de taille ont avancé, les banquettes « résiduelles » mesurent la plupart du temps moins de cinq mètres[1].
- Le carreau ; c’est en fond de fosse le plateau horizontal formé par l'avancée progressive des fronts. Il peut atteindre des centaines d’hectares dans les très grandes carrières[1].
- Le réseau de pistes ; il permet aux engins de circuler entre les différentes zones d'une carrière. Chaque piste est généralement large d'environ 10 m[1].
- Les merlons  ; ce sont des dépôts linéaires de 2 à 4 m de hauteur, en général sur quelques mètres (5 à 10 m) de large déposés en périphérie de la carrière pour limiter le bruit, cacher et délimiter le chantier[1]. On y dépose généralement la terre végétale et des déchets de carrière, qui pourront être réutilisés au moment de la réhabilitation, en fin d'exploitation.
- Terril (ou crassier) : c'est une accumulation importante de matériaux sans intérêt commercial («stériles»), issus du décapage de surface ou de la production profonde pouvant atteindre plusieurs hectares et dizaines de mètres de hauteur, ils servent parfois au remblai partiel de la carrière en fin de vie[1].
- Bassins ; un bassin d'exhaure peut être installé près de la fosse, ou en fond de fosse. Il accueille les eaux pluviales et de ruissellement ou issus du pompage d'eaux souterraines (eaux d’exhaure). C'est un lieu de stockage définitif ou temporaire (dans les régions pluvieuses où il faut évacuer l'eau pour ne pas noyer la carrière. Sur les substrats drainants, il n'est parfois pas nécessaire). 
Un ou plusieurs bassins de décantation récupèrent les MES (matière en suspension dans l'eau). Leur eau peut être réutilisée pour le lavage de matériaux (circuit fermé) ou pour le traitement des eaux d’exhaure avant rejet dans le milieu naturel. Des curages périodiques des boues sédimentées sont alors nécessaires.

## Implantation d'une carrière
Elle obéit à plusieurs critères : 
- géologiques,
- commerciaux : la proximité des lieux de consommation est vitale, le transport comptant pour beaucoup dans le prix de vente.
- de sécurité
- réglementaires et environnementaux : 'en France, par exemple, les carrières sont soumises à une autorisation préfectorale. Le préfet établit un schéma départemental qui décrit les zones où l'exploitation d'une carrière est possible. Beaucoup d'autres contraintes réglementaires se rajoutent généralement ; on peut citer principalement, concernant la France :'
  - les contraintes d'urbanisme : le Plan Local d'Urbanisme de la commune où l'on souhaite implanter la carrière, le SCOT (mise en cohérence des PLU de plusieurs communes), ...
  - les contraintes réglementaires visant la protection de la nature et de la flore : parcs nationaux, paysages classés, avec en Europe ; zones Natura 2000, Zone d'intérêt communautaire pour les oiseaux (ZICO), Zone de protection spéciale (ZPS), et en France ; Parc naturel régional (PNR), ZNIEFF, Arrêté préfectoral de protection de biotope (APB), Réserve naturelle régionale (RNR), etc.

La superposition sur une carte de l'ensemble de ces contraintes permet de se rendre compte des possibilités d'ouverture d'une carrière. En pratique, les surfaces disponibles sont réduites, ce qui pose aujourd'hui de sérieux problèmes d'accès à la ressource, alors que la pierre est la deuxième matière naturelle la plus consommée après l'eau (environ 20 kg par jour et par habitant, en France).
Le bail à carrière est non pas un bail commercial, mais un contrat de vente de matériaux à extraire ; la jurisprudence se fonde sur le fait que la matière objet du contrat (argile, granit…) est un meuble par anticipation.

## Impact sur l'environnement
L'impact des carrières sur leur environnement varie selon le moment (stade d'exploitation, stades de recolonisation), et selon le type d'extraction et de substrat :
- Certains gisements sont interdits d'exploitation : c'est le cas de ceux situés dans le lit mineur des cours d'eau (les extractions pour l'entretien justifié des cours d'eau sont des dragages)[11]
- Les carrières souterraines influent souvent sur l'eau via leurs interactions avec les nappes et avec les eaux superficielles[12]. Le carrier doit pomper les eaux issues du sous-sol pour qu'elles n'envahissent pas la carrière. Et les polluants qui ont éventuellement été dispersés dans une carrière peuvent en fin de vie directement contaminer la nappe. Dans certaines conditions, un drainage acide peut advenir. Inversement, certaines carrières, si elles ne sont pas remblayées[13], offrent en fin d'exploitation un gîte pour les chauve-souris ou pour d'autres espèces (sablières et gravières en particulier[14], qui peuvent accueillir de nombreuses espèces pionnières et des hirondelles de rivage, après avoir éventuellement constitué pour ces espèces une situation de piège écologique[15],[16]).
- Les carrières sont le plus souvent abandonnées en fin de vie. Elles représentent un grand danger d'effondrement, car les infiltrations d'eaux les fragilisent. Elles peuvent provoquer de graves dégâts aux habitations construites au-dessus. Nombreuses dans l'Est de la France, mais aussi en région parisienne, elles sont attentivement suivies par les services de la préfecture, l'INERIS (Institut National de l'Environnement industriel et des RISques) et le B.R.G.M. ;
- Les carrières à ciel ouvert en roche massive modifient de façon importante le paysage, en créant des falaises, en découpant des collines, en créant des trous profonds en plaine. Les hauteurs de front d'abattage n'étaient auparavant pas réglementées et des fronts de plus de 30 mètres étaient courants. Ces hauteurs importantes accentuaient l'aspect vertigineux de ces changements ;
- Il est difficile de mesurer l'impact à long terme des extractions dans les lits des rivières ou en mer, cela dépend de la résilience écologique du milieu et de la rapidité du retour des alluvions. Les extractions des gravières sur des gisements sédimentaires mènent souvent à la création de plans d'eau nouveaux en laissant la nappe phréatique sortir à l'air libre.

### Impacts des carrières en exploitation
À court terme, ces impacts sont :
- les vibrations des tirs de mine : les tirs n'étant jamais parfaits, ils subissent une déperdition d'énergie. La réglementation fixe des limites strictes aux vibrations maximales admises sur les structures autour des carrières. Le respect de la réglementation n'empêche pas les réclamations (dont certaines ne sont pas toujours exemptes de mauvaise foi et de calculs financiers) ;
- les vibrations du transport par camion : bien moins remarquées, car non spécifiques aux carrières, leur intensité est souvent bien supérieure à celles des tirs de mine ;
- le bruit : les appareils de broyage sont particulièrement bruyants, tout comme le bruit de la roche tombant dans la benne d'un camion vide et le bruit des avertisseurs sonores de recul des engins. La réglementation encadre là aussi les niveaux de bruit maximaux  acceptables en bordure d'exploitation en période diurne et nocturne ;
- la poussière : la circulation des engins sur les pistes, ainsi que le concassage et le criblage soulèvent beaucoup de poussière. Dans les carrières dont la roche est riche en silice (Bretagne, Basse-Normandie, Massif central...) cette poussière contient suffisamment de silice libre pour provoquer l'apparition de silicose parmi le personnel, après une exposition continue et durable (de plusieurs années). En France les carriers doivent mesurer les retombées de poussière en bordure d'exploitation. Cependant, la méthode de mesure qui est généralement mise en place (méthode dite « des plaquettes ») ne permet pas d'avoir une évaluation sanitaire des effets des poussières sur la population. En effet, cette méthode mesure le poids des poussières se déposant sur une plaquette. Cela ne permet pas de savoir quelle est la granulométrie des poussières émises. Or l'impact sanitaire des poussières est directement lié à ce paramètre.

### Réduction des impacts, compensations
Les carriers réfléchissent depuis plusieurs années à la réduction de ces impacts ; en France et dans d'autres pays, l'intégration paysagère des sites en fin de vie est désormais prise en compte dès l'ouverture d'un site ou du renouvellement de son autorisation d'exploitation. Une caution financière est exigée (en France, par les préfectures) pour garantir que les travaux de terrassement finaux seront bien réalisés même si l'exploitant fait faillite. Ces plans de remise en état peuvent être très poussés et ouvrir des perspectives nouvelles aux riverains et aux communes, comme celui des carrières de Fréhel qui propose la création d'un havre en eau profonde sur cette côte de grès rose. (tjrs d'actualité ?)
Les sites dits « orphelins », dont les exploitants ont fait défaut au moment de la remise en état, sont petit à petit traités par le syndicat professionnel l’UNICEM.
Les problèmes de bruit et de poussières et d'aérosols font eux l'objet de traitements adaptés aux situations : bardage, confinement, aspiration, filtration, pulvérisation d'eau, klaxons de recul à amortissement rapide du signal, etc.

### Fin de vie
Les carrières forment des « enclaves » dans la matrice écopaysagère présentent alors un potentiel de nouvel habitat pour des successions d'espèces variant selon les caractéristiques biogéographiques des carrières et leur contexte écologique (richesses et proximité des populations-sources capables de recoloniser le site). En fin d'exploitation, si la carrière n'a pas été utilisée comme décharge de produits écotoxiques ou indésirables pour l'environnement, elle présente plusieurs caractéristiques écologiquement intéressantes ;

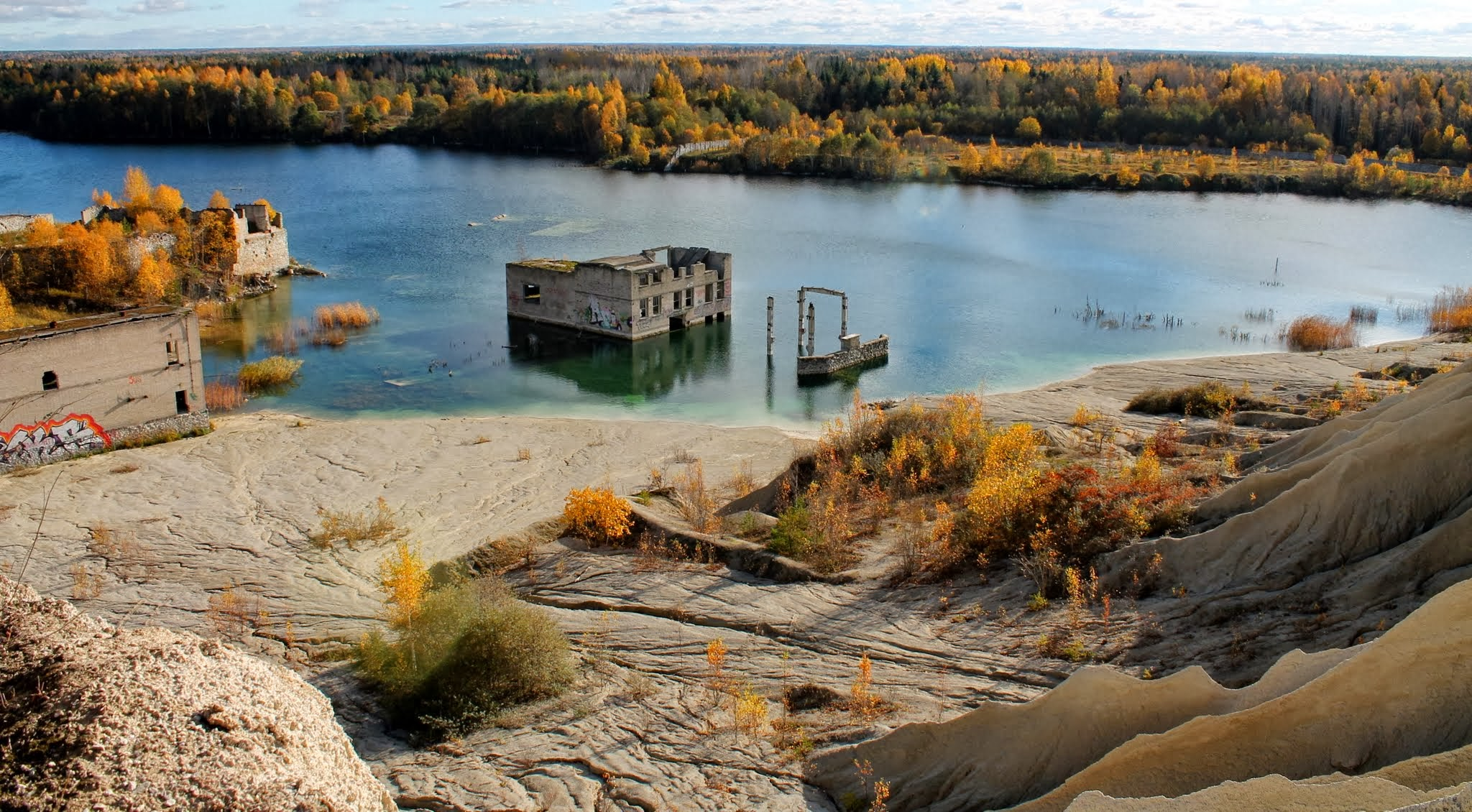
Ancienne carrière de calcaire à Rummu en Estonie.

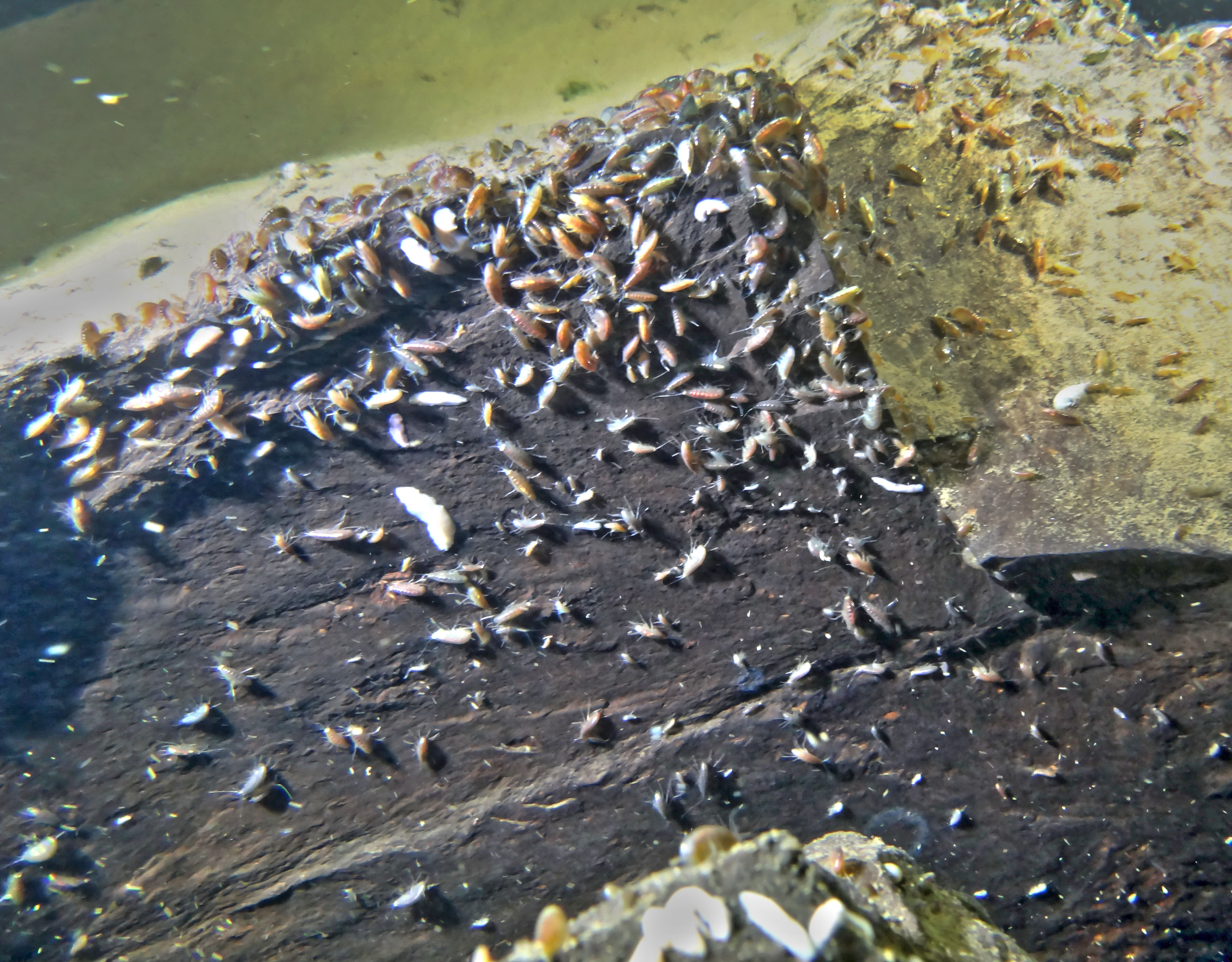
En fin d'activité beaucoup de carrières se remplissent d'eau qui peut accueillir une certaine biodiversité (ici : Gammares et planaires à -37m de fond dans une carrière de Tournai).

- Arrêt des pressions anthropiques, laissant la place aux espèces pionnières, avec parfois apparition de mares ou étangs quand la nappe remonte à la suite des arrêts de pompages d'exhaure[1] ;
- En ce qui concerne l'écologie du paysage, la carrière abandonnée devient un lieu original, idéal pour certaines espèces pionnières ou espèces vivant dans les éboulis, falaises et milieux rocheux ou inondés le cas échéant ; Les conditions de vie y sont, au moins dans un premier temps difficiles (aridité, manque de sol et faible disponibilité de certains nutriments, exposition, érosion le cas échéant...)[18], mais ce contexte favorise les espèces adaptées à ces conditions extrêmes[1] ;
- La diversité en micro-habitats devenus rares ou naturellement rares (hors montagnes) est parfois élevée : front, éboulis, merlon de terre, carreau, mare, ce qui est favorable aux espèces qui peuvent vivre dans ces petits habitats ou les utiliser comme milieu de substitution ;
- On n'y trouve normalement pas d'engrais (facteurs d'eutrophisation et de banalisation de la faune et de la flore[19]... Ceci est favorable aux espèces des milieux oligotrophes (particulièrement menacées).
- On n'y trouve normalement pas de pesticides, ce qui est favorable aux espèces qui en souffrent, dont la plupart des invertébrés et animaux à sang froid..
- On y trouve des écotypes particuliers, adaptés à l'absence de sol ou aux tassements intenses[20]. Daniel Petit (1980) a montré que des plantes comme l'Oseille à feuilles rondes (Rumex scutatus) devaient s’adapter aux éboulis (qu'ils contribuent ensuite à stabiliser)[21];

Des guides de bonnes pratiques sont disponibles pour une meilleure réhabilitation et gestion de la biodiversité, dont pour les carrières en eau, les carrières en zone Natura 2000, et plus récemment (2011) pour les carrières de roches massives.

## En France
Selon le BRGM, la France métropolitaine et dans les DROM compte 4 276 carrières déclarées « actives » à fin 2013 et selon l'Union nationale des producteurs de granulats (UNPG), la France compterait en 2010 environ 2 700 carrières de granulats (produits meubles d'origine alluvionnaire ou fabriqués sur place en broyant la roche mère. Elles couvrent environ (2004) 0,02 % du territoire (Unicem, 2000), produisant environ 6,8 t/habitant (soit 4,5 fois la consommation individuelle de pétrole ; 1,5 t/hab./an). Plus de la moitié (55 %) des granulats viennent de carrières de roches massives. 
Une moyenne d’environ 1 million de tonnes, soit 20 kg par personne de sables et graviers sont ainsi produits chaque jour.  Les travaux publics sont les premiers consommateurs avec en France 408 millions de tonnes de granulats et roche extraits pour eux en 2004 par 1770 entreprises sur environ 4 000 sites (carrières de roches meubles ou massives). C'est moins que les 500 millions de tonnes consommées en 1975 lors du summum de la construction, mais bien plus que les 75 millions de tonnes consommées en 1950 en France lors de la reconstruction post-Seconde Guerre mondiale. L’UNICEM constate une diminution du nombre de carrières et d’entreprises dans les dernières décennies, au profit d'activités de recyclages notamment.

Après exploitation ou au fur et à mesure de celle-ci, les carriers doivent réaménager ou renaturer leurs sites pour des usages agricole, forestier, de réserve écologique, base de loisirs, éléments de la trame verte et bleue…

## Les métiers de la carrière
- Maître de carrière
- Géomètre-topographe
- Carrier
- Conducteur d'engins, chauffeur
- Tailleur de pierre